# Francolinus pictus
Francolinus pictus е вид птица от семейство Phasianidae. Видът е незастрашен от изчезване.

## Разпространение
Разпространен е в Индия и Шри Ланка.